# Union J (álbum)
Union J é nome homônimo do álbum de estúdio da boy band inglesa Union J. Foi lançado no Reino Unido no dia 28 de outubro de 2013 pela RCA Records, e estreou na sexta posição na UK Albums Chart.
Union J promoveu o álbum ao embarcar em sua primeira turnê solo, a Magazines and TV Screens Tour, ao longo de dezembro de 2013 e janeiro de 2014, em apoio ao seu primeiro disco lançado.

## Singles
No dia 8 de abril de 2013, o grupo confirmou o título e o lançamento do single de estréia "Carry You".
No dia 3 de setembro de 2013, o grupo anunciou que "Beautiful Life" será lançado como terceiro single no dia 21 de outubro de 2013, uma semana antes do lançamento do álbum. Durante uma entrevista nesta manhã, Hensley explicou que esta era uma música antiga que eles gravaram antes de realizar a audição para o The X Factor: "Nossos fãs vem de todas caminhadas na vida e a mensagem por trás da música é o que a banda representa - que não importa de onde você vem ou o que somos, nós somos todos iguais".
"Loving You Is Easy" foi anunciada como terceiro single do álbum no dia 5 de novembro de 2013, no Twitter oficial da banda. O videoclipe da música foi lançado no dia 4 de dezembro de 2013.

## Faixas
| N.º            | Título                | Compositor(es)                                                       | Duração |  |
| 1.             | "Carry You"           | Steve Mac, Claude Kelly                                              | 3:06    |  |
| 2.             | "Beautiful Life"      | Jo Perry, Joseph Lawrence, Blair Dreelan, Jon Maguire, Jon Lilygreen | 3:58    |  |
| 3.             | "Loving You Is Easy"  | Wayne Hector, Jason Desrouleaux, Steve Mac                           | 2:12    |  |
| 4.             | "Last Goodbye"        | Simon Katz, Samuel Martin, Matt Squire                               | 3:39    |  |
| 5.             | "Beethoven"           | Iain James, Lindy Robbins, Steve Mac                                 | 2:56    |  |
| 6.             | "Head in the Clouds"  | August Rigo, Steve Mac                                               | 3:17    |  |
| 7.             | "Where Are You Now"   | Wayne Hector, Lindy Robbins, Steve Mac                               | 4:00    |  |
| 8.             | "Save the Last Dance" | Wayne Hector, Lindy Robbins, Steve Mac                               | 3:44    |  |
| 9.             | "Amaze Me"            | Karen Poole, Steve Mac                                               | 3:54    |  |
| 10.            | "Skyscraper"          | Toby Gad, Kerli Kõiv, Lindy Robbins                                  | 3:42    |  |
| Duração total: | Duração total:        | Duração total:                                                       | 35:31   |  |

| Deluxe Edition (Disco Bônus) |                                 |                                                 |         |  |
| N.º                          | Título                          | Compositor(es)                                  | Duração |  |
| 1.                           | "Carry You" (Acoustic)          | Steve Mac, Claude Kelly                         | 3:24    |  |
| 2.                           | "Head in the Clouds" (Acoustic) | August Rigo, Steve Mac                          | 3:58    |  |
| 3.                           | "Where Are You Now" (Acoustic)  | Wayne Hector, Lindy Robbins, Steve Mac          | 2:12    |  |
| 4.                           | "Lucky Ones"                    | Wayne Hector, Ed Drewett, Ross Golan, Steve Mac | 3:20    |  |
| Duração total:               | Duração total:                  | Duração total:                                  | 13:40   |  |